# Pape Diouf
Mababa Pape Diouf, noto semplicemente come Pape Diouf (Abéché, 18 dicembre 1951 – Dakar, 31 marzo 2020), è stato un giornalista e procuratore sportivo senegalese, presidente dell'Olympique de Marseille dal 2005 al 2009.
Diouf aveva la cittadinanza ciadiana, francese e senegalese.

## Biografia
Diouf nacque ad Abéché, in Ciad, da genitori senegalesi.  Con essi tornò nel paese natale poco dopo la nascita. Si trasferì a Marsiglia all'età di diciotto anni. In seguito studiò all'Istituto di studi politici di Parigi.

## Carriera
Diouf iniziò la sua carriera come giornalista, lavorando per il quotidiano La MarseillaiseIncentrò il suo lavoro sullo sport, in particolare sulla squadra di calcio locale, l'Olympique de Marseille.
Successivamente diventò agente sportivo, con clienti come l'ex difensore internazionale francese Basile Boli e il portiere camerunese Joseph-Antoine Bell.
Il suo nome è rimasto legato nella cultura di massa alla Costa Azzurra.
Come agente, i suoi clienti inclusero Abedi Pelé, Marcel Desailly, Basile Boli, William Gallas, Samir Nasri e Didier Drogba.
Nel 2005 divenne presidente del club Olympique de Marseille., primo presidente africano di una squadra di calcio europea di alto livello.
Mentre Diouf era presidente, la squadra si classificò seconda nella Ligue 1 due volte, e due volte divenne seconda classificata nella Coppa di Francia.
Nel 2009, Diouf nominò Didier Deschamps come manager dell'Olympique de Marseille.
Diouf lasciò il ruolo nel 2009, e venne sostituito da Jean-Claude Dassier.
Da settembre 2007 a giugno 2009, lavorò anche per la Ligue de Football Professionnel come amministratore.
Nel 2009, frequentò la sede della FIFA a Zurigo, in Svizzera, per parlare del razzismo nel calcio e della qualità del calcio in Francia.

## Morte
Diouf è morto il 31 marzo 2020, vittima della pandemia globale di COVID-19 in Senegal. Avrebbe dovuto volare a Nizza, in Francia, per combattere la patologia, ma venne ritenuto troppo debilitato per poter viaggiare.
La sua morte fu il primo decesso da COVID-19 accertato in Senegal.